# Hustler

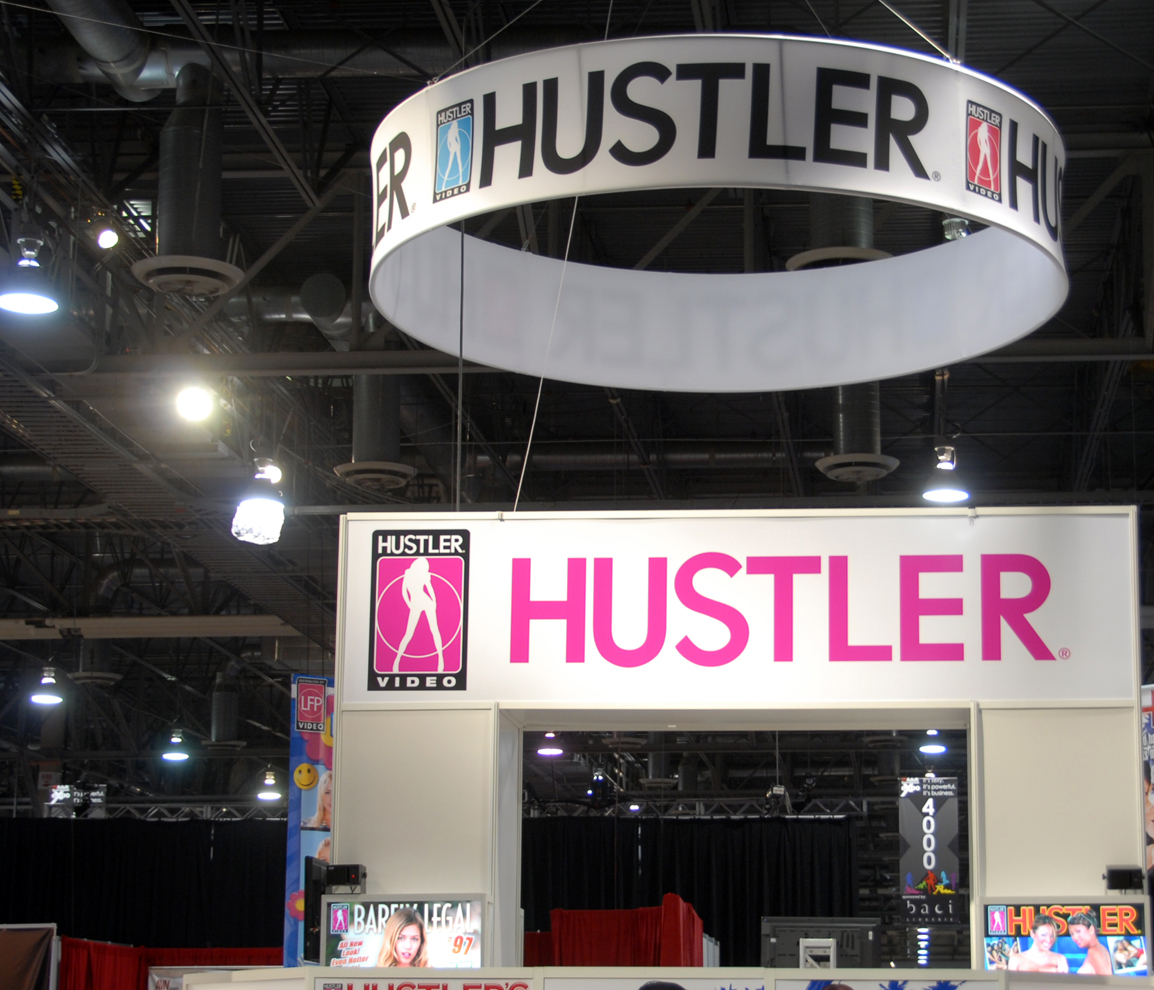
Hustler-Stand auf der Adult Entertainment Expo 2010

Hustler ist ein seit 1974 monatlich erscheinendes US-amerikanisches Männermagazin mit einer Auflage von aktuell knapp unter 500.000 Exemplaren. (Stand 2008)

## Entwicklung und Inhalte
Gegründet wurde Hustler von Larry Flynt im Jahr 1974. Entstanden ist es aus den früheren Publikationen Flynts, Hustler Newsletter und The Hustler For Today's Man, die lediglich als billige Werbeplattform für seine Stripclubs dienten. Im ersten Jahr hatte das Magazin große Schwierigkeiten sich zu etablieren, da sich viele Händler weigerten, die mit zunehmend expliziten pornografischen Bildern versehene Zeitschrift zu verkaufen. Im Lauf der Jahre stieg und fiel die Auflage bis hin zu 3 Millionen und hatte sich 2008 in einem Bereich um die 500.000 Exemplaren eingependelt. Grundsätzlich wurden im Hustler eindeutigere Fotos veröffentlicht als in vergleichbaren Magazinen; im November 1974 war Hustler die erste Zeitschrift, die einen so genannten pink shot, das Foto einer geöffneten Vulva, abbildete. Mit der Veröffentlichung der von einem Paparazzo aufgenommenen Nacktfotos von Jacqueline Kennedy Onassis gelang Flynt 1975 zudem ein besonderer Coup. Regelmäßiger Inhalt sind auch kritische, anzügliche und zynische Karikaturen zu Themen, die ansonsten als Tabu gelten.
1976 gründete Flynt die Firma Larry Flynt Publications (LFP), unter deren Dach Hustler und weitere pornografische Produktionen Flynts (beispielsweise das Männermagazin Chic) produziert werden. Bis 1986 konzentrierte sich das Unternehmen auf Pornografie; heute produziert LFP unter dem Label Hustler unter anderem Kleidung, Zeitschriften und Filme. Mittlerweile ist das Unternehmen fast auf der ganzen Welt vertreten.

## Kontroverse, Hustler und Politik
Witze über beispielsweise Frauenfeindlichkeit, Religion, Kindesmissbrauch und Rassismus haben immer wieder zu Kritik am Hustler geführt. Insbesondere Feministinnen sowie religiöse Gruppierungen gehören zu den schärfsten Kritikern des Hustler und damit auch von Flynt und seiner Auffassung von Satire.
Aufgrund einer Parodie über den fundamentalistischen Prediger Jerry Falwell, die ihn betrunken bei einer inzestuösen Situation mit seiner Mutter darstellt, wurde Hustler wegen „der diffamierenden und absichtlichen Zufügung emotionalen Schadens“ verklagt. Letztlich führte der Prozess Hustler Magazine v. Falwell zu einer Stärkung der Meinungsfreiheit im Zusammenhang mit Karikaturen von öffentlichen Personen durch die endgültige Entscheidung des Obersten Gerichtshofes.
In politischen Fragen zu Wirtschaft, Sozialem und Außenpolitik bezieht das Magazin linke Positionen und unterscheidet sich dadurch auch von anderen Männermagazinen, wie dem Playboy, die traditionell eine eher konservative Einstellung zu diesen Themen vertreten. Flynt führte über den Hustler in den 1980er Jahren Angriffe gegen Ronald Reagans Regierung und die christlich-fundamentale Rechte, während er später Bill Clinton während der Lewinsky-Affäre öffentlich unterstützte.
Jeden Monat wird das Magazin allen Mitgliedern des Kongresses unaufgefordert und kostenlos zugestellt, um sie laut Flynt „darüber zu informieren, was im Rest der Welt passiert... Einige schätzen das nicht wirklich“. Es ist nicht bekannt, seit wann genau die Abgeordneten den Hustler bekommen, begonnen hat es zwischen 1974 und 1983 und wird bis heute fortgesetzt.
Anlässlich der Präsidentschaftswahl in den Vereinigten Staaten 2008 wurde der Pornofilm Who’s Nailin’ Paylin? veröffentlicht, der sich als Satire auf Sarah Palin, die Gouverneurin des Bundesstaates Alaska und Kandidatin der Republikanischen Partei für die Vizepräsidentschaft, versteht. Neben Palin werden darin auch ihr Mann Todd, der Journalist und Fernsehmoderator Bill O’Reilly, US-Außenministerin Condoleezza Rice und die ehemalige First Lady und Bewerberin um die Präsidentschaftskandidatur Hillary Clinton parodiert.
Darüber hinaus werden von Hustler regelmäßig bekannte US-Serien, Filme und Fernsehshows als Pornofilm parodiert, wie Happy Days in This Ain’t Happy Days XXX und This Ain’t Happy Days XXX 2 – Fonzie loves Pinky oder Star Trek in This Ain’t Star Trek XXX und This Ain’t Star Trek XXX 2 – The Butterfly Effect.

## Verwandte Magazine
Weitere Publikationen der Firma LFP sind Hustler’s Taboo (Fetisch und Bondage), Barely Legal (Softcore, Modelle zwischen 18 und 23 Jahren), Asian Fever (asiatische Modelle), Hustler XX (Hardcore), Hustler’s Leg World (Nylons, Beine und Füße), Hustler’s Chic Magazine (Hochglanzpornographie).

## Hustler im Internet
Im Internet bietet Hustler über 25 sogenannte „Premiumseiten“ an. Darin sind über 5000 Fotos und 4000 Szenen enthalten.
Auswahl:
- Bossy Milfs
- Busty Beauties
- College Girls
- Hustler Milfs
- Hustler Lesbians
- Jail Babes
- Interracial
- Taboo
- Sexy Milf